# 掌叶堇菜
掌叶堇菜（学名：Viola dactyloides）为堇菜科堇菜属的植物。分布于俄罗斯以及中国大陆的河北、内蒙古、黑龙江、吉林等地，生长于海拔400米至900米的地区，常生长在灌丛、林缘腐殖质层较厚的土壤上、山地落叶阔叶林、针混交林林下和岩石阴处缝隙中。